# Народна скупштина Србије 1870.
Народна скупштина у Крагујевцу је заседала у периоду од 14. септембра — 25. октобра 1870.

## Народна скупштина у Крагујевцу 1870.
Нови устав, донесен 1869. године, ступио је на снагу. Његовим одредбама, Скупштина је добила своју законодавну функцију, a да би се могли донеги и други најважнији закони, саобразни новом уставном схватању, морала се сазвати сама Скупштина да их донесе. Ради тога су заказани избори за ванредну законодавну Народну скупштину само за доношење нужних закона. Указом од 7. августа 1870. заказани су били избори, a сазив Скупштине утврђен за 14. септембар исте године. Како Уставотворна скупштина није донела закон о изборима народних посланика, избори су вршени по ранијим одредбама и према броју пореоких глава, уколико се те одредбе нису противиле духу новог устава. Број бираних посланика, према тим одредбама, износио је 97, али је устав давао могућност Кнезу да сам именује једну трећину посланика од броја бираних посланика, са циљем да се y Народној скупштини даде места и интелигенцији, врло потребној y старим српским Скупштинама.
Уочи састанка ове Скупштине Намесништво је именовало 24 посланика, све самих интелектуалаца, од броја 32 колико је имало право да наименује. Једна скупштинска комисија извршила је преглед пуномоћја, a затим се приступило избору скупштинског часништва. За председништво бирано је шест кандидата, па је Намеоништво са те листе именовало председиика и потпредседника. Намесништво је за председника именовало Живка Карабиберовића a за потпредседника др. Јосифа Панчића, ректора Велике школе. За секретаре Скупштина је изабрала Алимпија Васиљевића, Димитрија Ђ. Јовановића, Јована Бошковића и Милоша И. Прокића.
Народна скупштина из 1870. године била је прва српска уставна Народна скупштина, и y исто време прва српска Скупштина која је била јавна и, као такова, приступанча свакоме ко се за скупштински рад интересовао. У Беседи, држаној на дан отворења, Намесништво налази да је „Устав отворио пут договарању између Владе и Скупштине, и да данашњи дан, кад нам паде y део тај сретан задатак да ове договоре отпочиемо, остаје историски значајан; јер, после не мало 500 година, данас се први пут отвара Законодавна скупштина српска, прва Скупштина, y којој народ суделује y решавању судбине своје... Србија има свој, историјом освештан пут, a то је пут измереног, али непрекидног напредовања..." Скупштина је одговорила Адресом, којом парафразира Беседу.
25. октобра завршен је рад ове Скупштине намесничком Беседом, којом је Намеоништво одало велико признање. „Браћо, каже се y Беседи, „кад повесница српска буде оцењивала рад наших Народних скупштина онда ће, поред Уставотворне, ова Скупштина заузети достојно место; јер, ако је лане она земљи устав решила, она је помогла да се тај устав y живот спроведе; помогла је да ми, закључујући данас Вашу радњу, можемо заједно с вама изрећи од срца и жељу: да живи уставна Србија!"

### Законодавни рад
Бавећи се искључиво законодавним радом, за релативно кратко време, ова скупштина донела је цео низ важних закона. То су: закон о пословном реду y Народној скупштини, (први скупштински пословник); закон о пословном реду y Државном савету; закон о уређењу учитељске школе; закон о Народном позоришту; Скупштински изборни закон; закон о основама уговора о књижарској трговини; закон о устројству Трговачко-занатлијског одбора; закон и тарифа о наплаћивању калдрмије; закон о путном и дневном трошку посланика Народне скупштине; * закона о новчаној тарифи о златним и сребрним новцима; закон о министарској одговорности; ** закона о устројству војске; закон о печатњи (штампи) са прописом о штампарској и књижарској радњи и укидању правила цензуре из 1841 године; *** закона о чиновницима; закон о истискивању из течаја аустријских крајцара; закон о установљењу земљоделско-шумарске школе; **** закона о наплати таксе за потврду тапија; ** казненог закона за увреду владаоца, намесништва, народне скупштине или њезиних чланова; * закона о друмовима из 1864 године; ** закона (чл. 36) о подизању јавних грађевина; закон о сеоским дућанима.